# Mặt đứng

## Định nghĩa
Là hình chiếu thẳng góc các mặt ngoài của công trình lên các mặt phẳng hình chiếu đứng P1, P3.
Mặt đứng ngoài nhà diễn tả chủ yếu hình dáng bên ngoài của nó như tỷ lệ, hình khối, màu sắc...Do đó người ta quy ước trên mặt đứng không ghi kích thước, không ghi nét khuất.
Mặt đứng được vẽ bằng nét mảnh. Trong giai đoạn thiết kế sơ bộ, người ta vẽ thêm cây cối, người, xe cộ... Cho thêm phần sinh động.

## Các cách gọi
Mặt đứng được gọi theo các cách sau:
- Theo mặt chính phụ: Mặt chính, mặt bên, mặt sau, mặt dựng.
- Theo hướng: Mặt đứng hướng Nam, hướng Đông...
- Theo trục mặt bằng: Mặt đứng trục 1-4. A-C...